# Аспирациона пнеумонија
Аспирациона пнеумонија (АП) је врста инфекције плућа као последица продора релативно велике количине садржаја из желуца или уста у плућа. Знаци и симптоми, који настају врло брзо, често укључују грозницу и кашаљ. Компликације могу укључивати апсцес плућа, акутни респираторни дистрес синдром, емпием и парапнеумонични излив. Неки укључују упалу плућа изазвану хемикалијама као подтип АП, која настаје услед киселог, али неинфективног садржаја желуца који улази у плућа.  Међу хоспитализованим са упалом плућа, око 10% је због АП. Чешће се јавља код старијих особа, посебно оних у старачким домовима. АП су одједнако погођена оба пола. 
Инфекција може бити узрокована разним бактеријама.  Фактори ризика укључују смањен ниво свести, проблеме са гутањем, алкохолизам, храњење на сонду и лоше орално здравље.  Дијагноза се обично заснива на анамнези, симптомима, рендгенском снимку грудног коша и култури испљувка (спутума). Разликовање од других врста пнеумоније може бити тешко.
Лечење се обично спроводи антибиотицима као што су клиндамицин, меропенем, ампицилин/сулбактам или моксифлоксацин. За оне који имају само хемијски пнеумонитис, антибиотици обично нису потребни.
Побољшање оралне неге је једноставна, али ефикасна мера за смањење смртности узроковане аспирацијом. Показало се да редовна орална нега значајно смањује број бактерија у усној дупљи.

## Епидемиологија
Морбидитет/морталитет
Поуздана процена инциденције аспирационе пнеумоније и аспирационог пнеумонитиса није позната. Неколико студија сугерише да је 5-15% од 4,5 милиона случајева пнеумоније стечене у заједници резултат аспирационе пнеумоније.
Ретроспективни преглед је открио да је 30-дневна стопа морталитета од аспирационе пнеумоније укупно 21%, као и да је нешто виша код аспирационе пнеумоније повезане са здравственом заштитом (29,7%).
Нозокомијална бактеријска пнеумонија је други највероватнији узрок болничких инфекција, одмах иза инфекције уринарног тракта, и водећи је узрок смрти од инфекција стечених у болници. Приближно 10% пацијената који су хоспитализовани након предозирања леком имаће аспирациони пнеумонитис.
Старост и пол
Нозокомијална бактеријска пнеумонија узрокована аспирацијом је много чешћа код одраслих него код деце, а чешће оболевају мушкарци него жене.
Удружене болести
Упоредне студије бактеријске пнеумоније код пацијената из заједнице са онима у установама за континуирану негу су показале троструко повећање ове болести код штићеника установа за континуирану негу (већина њих је имала неуролошко обољење са дисфагијом).

## Клиничка слика
Уобичајени симптоми укључују:
- свирање у грудима
- хронични кашаљ
- ноћни кашаљ
- понављајућа упала плућа
- застој у развоју (код деце)

Неки од ових симптома могу се манифестовати тек након што пацијент једе. Код одојчади, слаб рефлекс сисања и чести кашаљ након храњења могу указивати на потребу да се искључи неуромишићна болест.  

## Дијагноза
На диијагнозу аспирационе пнеумоније требало би посумњати када пацијент има факторе ризика и радиографске доказе о инфилтрату који сугерише аспирациону пнеумонију. 
На физичком прегледу, рани знаци могу укључивати у клиничкој слици наведене симптоме, као и абнормалне звукове плућа, укључујући пискање и пуцкетање при аускултацији. Смањење или недостатак даха или звукова могу бити налаз ако је дошло до потпуне опструкције. Десатурација на пулсној оксиметрији може показати погоршани синдром аспирације, с обзиром на то да значајан део респираторног тракта мора бити оштећен да би се изазвала укупна хипоксемија. Код пацијената са интензивне неге, посебно оних који су интубирани током дужег периода, нагло погоршање респираторног нагона или засићења кисеоником може бити кључни рани налаз аспирације и увек би требало да буде на диференцијалу.
Локација инфилтрата на рендгенском снимку грудног коша зависи од положаја пацијента када је дошло до аспирације.
Лабораторијски тестови треба да буду вођене клиничком сликом пацијента. Пацијенти са знацима или симптомима сепсе или септичког шока захтевају детаљнија лабораторијска испитивања од оних са некомпликованим синдромом аспирације.

## Диференцијална дијагноза
Приликом процене пацијента са сумњом на аспирациону пнеумонију, друга разматрања укључују некротизирајућу пнеумонију, бронхоплеуралну фистулу, карцином плућа, апсцес плућа, микозе и пнеумонитис. Код деце треба узети у обзир бронхиолитис,  ларинготрахеобронхитис, епиглотитис, астму, реактивну болест дисајних путева, респираторни дистрес синдром и страна тела. Поред тога, код свих пацијената диференцијално дијагностички требало би процените и следеће услове:
- Акутни респираторни дистрес синдром

- Туберкулозу

- Бронхитис

- Хроничну опструктивну болест плућа и емфизем

- Епиглотитис одраслих

- Упалу плућа, емпијем и апсцес плућа

- Пнеумонија, код ослабљеног имунитета

- Микоплазмом узроковану пнеумонију[10]

- Вирусну пнеумонију[11]

- Септички шок.

## Терапија
Симптоматска терапија
Главни ослонци управљања и лечења укључују решавање основних абнормалности говора и гутања и спречавање даљих промена. Пацијентову исхрану треба прилагодити тако да одговара храни и течностима које су најподношљивије на основу дијагностике. Друге конзервативне мере, као што су континуирано директно посматрање, прилагођавање величине уноса, згушњавање хране и воде за пиће током и после оброка како би се очистили заостали фарингеални секрет, могу ефикасно смањити ризик од аспирације и побољшати исходе.  
Заједно са терапеутом могу бити неопходне  вежбе адекватног држања, позиционирања и технике гутања у циљу изградњњ мишићне снаге и координације. Пошто је аспирација по природи испрекидана, пацијенти са упорним поремећајем функције гутања и радиографским доказима повреде плућа могу захтевати агресивније лечење.  
Лечење упале плућа
Ако аспирација доведе до упале плућа, треба узети бактеријске културе и започети комбинацију инхибитора бета-лактама/лактамазе, клиндамицина или карбапенема. Тренутне смернице Америчког друштва за инфективне болести од 2019. не препоручују емпиријски третман грам-негативне цревне флоре осим ако културе не указују на укљученост. Ако су хемокултуре негативне и постоји већа сумња на аспирациони пнеумонитис, треба прекинути терапију антибиотицима и започети одговарајућу потпорну терапију и превенцију аспирације. Ово укључује суплементацију кисеоником, повремено усисавање, повишену главу кревета, мала или повремена храњења или привремено постављање сонде и интубацију ако је потребно. Код пацијената са вентилацијом, дренажа субглотисног секрета је ефикасно смањила инциденцу и морбидитет повезан са раном и касном појавом пнеумоније изазване респиратором.
Подаци не подржавају употребу профилактичких антибиотика за лечење рекурентне аспирационе пнеумоније. Ако се апсцес плућа развије као последица акутне или хроничне пнеумоније, лечење укључује физиотерапију са постуралном дренажом и продуженим узимањем антибиотика. Емпијем, насупрот томе, захтева перкутану дренажу.
Сонда за храњење
Ако пацијент не напредује након више покушаја или ако је пацијентов статус ухрањености у питању, може се размотрити цев за храњење. Опције се крећу од назо или орогастричне сонде за храњење до хируршки постављене перкутане гастростомије или сонде за јејуностомију. Оно што је важно код новорођенчади је да су они који су храњени згуснутим оралним течностима пре хируршких интервенција имали упола мањи број пријема у болницу и мање од десетине болничких дана у поређењу са својим колегама. Важно је напоменути да се све врсте цевчица за храњење могу привремено поставити и код новорођенчади и код одраслих док се не спроведе формалнија евалуација. Дефинитивније хируршке опције постоје за оне који не успевају у конзервативном лечењу. Често их изводи искусни оториноларинголог или општи хирург. Док су цеви за храњење опција за испуњавање нутритивних потреба пацијента који има дисфагију или хронично аспирира, постоји забринутост за аспирацију чак и након постављања привремених цевчица за храњење или хируршких цеви за храњење; стога, то треба узети у обзир и пажљиво проценити.
Хируршки приступи
Ларингеална суспензија. Понекад се комбинује са миотомијом горњег сфинктера једњака и тиче се хируршког позиционирања ларинкса испод језика ради повећане заштите. Поступак обично показује добру ефикасност у смањењу ризика код хронично аспирираних пацијената смањењем пенетрације. Такође омогућава лакше гутање док штити нормално дисање и функцију говора.
Унилатерална медијализација гласних жица  
То треба узети у обзир ако постоји једнострана непокретност гласних жица и ако се вокалне жице не зближе у потпуности или су опуштене или парализоване из било ког разлога током процеса гутања. У захвату се захваћена гласница доводи медијално, било хируршки или убризгавањем материјала у саму гласницу, у покушају да се поврати глотични и субглотични притисак током гутања. Ова операција може побољшати говор, гутање и плућну функцију.
Ларингектомија
Последње разматрање је ларингектомија, која у потпуности уклања ларинкс и поново спаја дисајне путеве кроз врат. Ова процедура је последње средство јер уклања способност пацијента да говори. Користи се само када постоји ризик од аспирације опасан по живот и рефракторан на све друге претходне методе лечења.

## Прогноза
Повећан ризик од упале плућа постоји код пацијената са дисфагијом једњака у поређењу са пацијентима са можданим ударом, јер ће се код пацијенти са можданим ударом стање побољшати како се опорављају од акутне повреде, док ће се код болесника са дисфагијом једњака стање вероватно погоршати током времена. 
У једној кохорти пацијената са аспирационом пнеумонијом, укупни трогодишњи морталитет био је 40%,  и да је аспирациона пнеумонија повезана са укупним повећањем болничког морталитета у поређењу са другим облицима пнеумоније.
Појединци којима је дијагностикована аспирациона упала плућа такође су били под повећаним ризиком од развоја будућих епизода пнеумоније, и да су ове особе изложене већем ризику за реадмисије након отпуштања из болнице.  То је потврдила и једна студија која  је открила да особе којима је дијагностикована аспирациона упала плућа вероватније неће успети у лечењу у поређењу са другим типовима упале плућа.